# Youngolidia hirsuta
Youngolidia hirsuta är en insektsart som beskrevs av Nielson 1992. Youngolidia hirsuta ingår i släktet Youngolidia och familjen dvärgstritar. Inga underarter finns listade i Catalogue of Life.